# Kang Yu-mi
Dans ce nom coréen, le nom de famille, Kang, précède le nom personnel.
Pour les articles homonymes, voir Kang.
Kang Yu-mi (강유미, prononcé en coréen : [kaŋ.ju.mi]), née le 5 octobre 1991, est une footballeuse sud-coréenne qui évolue au poste de milieu de terrain ou d’attaquant pour le Hwacheon KSPO et l’équipe nationale sud-coréenne.

## Biographie
Kang a grandi à Tokyo, sous le nom de Ōmura Yumi  (japonais : 大村 裕美). Elle a déménagé seule en Corée du Sud à l'âge de 17 ans pour fréquenter le lycée Dongsan Information Industry, à Séoul. Après avoir obtenu son diplôme d'études secondaires, elle a fréquenté l'Université féminine de Hanyang. 

## Carrière internationale
Kang faisait partie de l'Équipe de Corée du Sud féminine de football des moins de 20 ans qui a terminé deuxième au Championnat féminin UFC UC-19 de 2009 et troisième à la Coupe du monde féminine de football des moins de 20 ans 2010. Le 5 avril 2015, elle a fait ses débuts en sélection nationale à l'occasion d'un match victorieux (1-0) contre la Russie. Le 30 avril 2015, elle est appelée dans l'équipe pour la Coupe du monde féminine de football 2015, au Canada. Le 4 juin 2016, elle a marqué son premier but, dans une victoire 5-0 contre le Myanmar. 

## Palmarès

### En club
Incheon Hyundai Steel Red Angels
- Championnat de Corée du Sud féminin de football : 2013, 2014